# Ōdachi
L'ōdachi (大太刀) (longue/grande épée) ou nodachi (野太刀, épée de campagne),, est un type de sabre japonais de fabrication traditionnelle (日本刀, nihontō), utilisé par la classe des samouraïs du Japon féodal. L'équivalent chinois de ce type d'épée en termes de poids et de longueur est le miaodao ou l'ancien zhanmadao, et l'équivalent occidental sur le champ de bataille (bien que moins similaire) est l'espadon ou claymore.

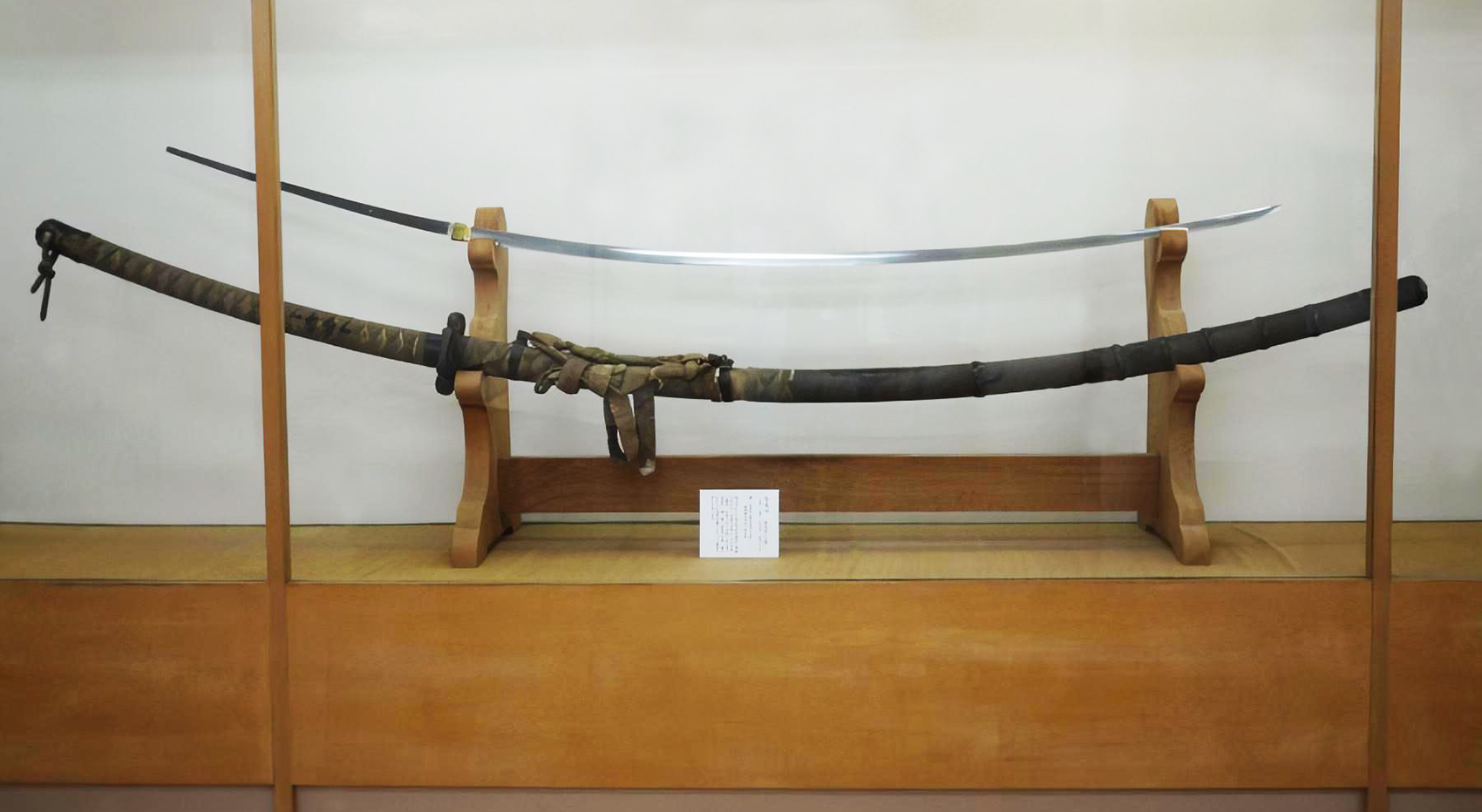
Lodachi Masayoshi forgé par le forgeron Sanke Masayoshi, daté de 1844. La longueur de la lame est de 225,43 cm et la soie est de 92,41 cm.

Pour être qualifié d'ōdachi, le sabre en question doit avoir une longueur de lame d'environ 3 shaku (90 cm). Cependant, comme pour la plupart des termes dans les arts du sabre japonais, il n'y a pas de définition exacte de la taille d'un ōdachi.

## Étymologie
Le caractère pour ō (大) signifie « grand » ou « grand » ; no (野) signifie "champ". Le dachi ici (太刀) est simplement la version composée exprimée du terme tachi (太刀, grande épée), l'ancien style d'épée qui est antérieur au katana. Le deuxième caractère de tachi,刀, est le caractère chinois pour "lame" (voir aussi dāo), et est également le même caractère utilisé pour épeler katana (刀) et le tō dans nihontō (日本刀 "épée japonaise").
Le mot tachi lui-même est dérivé de la racine ou de la forme nominale du verbe tatsu (断つ, "couper"). L'orthographe kanji est un exemple de jukujikun, appliquant une orthographe kanji sémantiquement basée sans tenir compte des valeurs phonétiques habituelles des caractères.

## Histoire
L'Ōdachi est devenu populaire à l'époque de Kamakura (1185-1333). Jusqu'au milieu de la période Kamakura, les samouraïs de haut rang combattent principalement à cheval avec des yumi (arcs), mais à mesure que les combats de groupe par des fantassins augmentent à partir de la fin de la période Kamakura, l'importance des armes possédées par ceux qui n'ont pas de chevaux et pas suffisamment de formation dans les arcs augmente. Jusque-là, ils utilisent principalement des naginata avec un long manche, mais ils commencent à utiliser des ōdachi. Durant la période Kamakura, les samouraïs règnent pour la première fois sur le Japon, et les hommes puissants sont appréciés, et ceux qui veulent montrer l'honneur d'être un guerrier préfèrent utiliser un ōdachi,.
Dans la période Nanboku-chō au XIVe siècle, d'énormes sabres japonais telles que les ōdachi sont à leur apogée. On pense que la raison en est que les conditions de fabrication d'un sabre pratique de grande taille sont établies en raison de la diffusion à l'échelle nationale d'épées fortes et tranchantes de l'école Sōshū. Dans le cas de l'ōdachi dont la lame mesure 150 cm de long, il est impossible de tirer une épée du fourreau à la taille, alors les gens la portaient sur le dos ou la font porter par leurs serviteurs. Les grands naginata et kanabō sont également populaires à cette époque. Cependant, les unités d'infanterie sont progressivement équipées de yari (lances) en plus du naginata, et comme ōdachi est désavantageux pour les batailles en montagne et les attaques surprises, et que seuls quelques hommes puissants peuvent l'utiliser efficacement, cette tendance prend fin pendant une courte période. De plus, de la période Sengoku dans la dernière partie de la période Muromachi à la période Azuchi-Momoyama, alors que les tactiques se sont déplacées vers le combat avec des yari et des tanegashima (canons) par un grand groupe d'infanterie, l'ōdachi est devenu encore plus obsolète. Comme ōdachi devient inutile, il est souvent remplacé par un tachi et un katana.

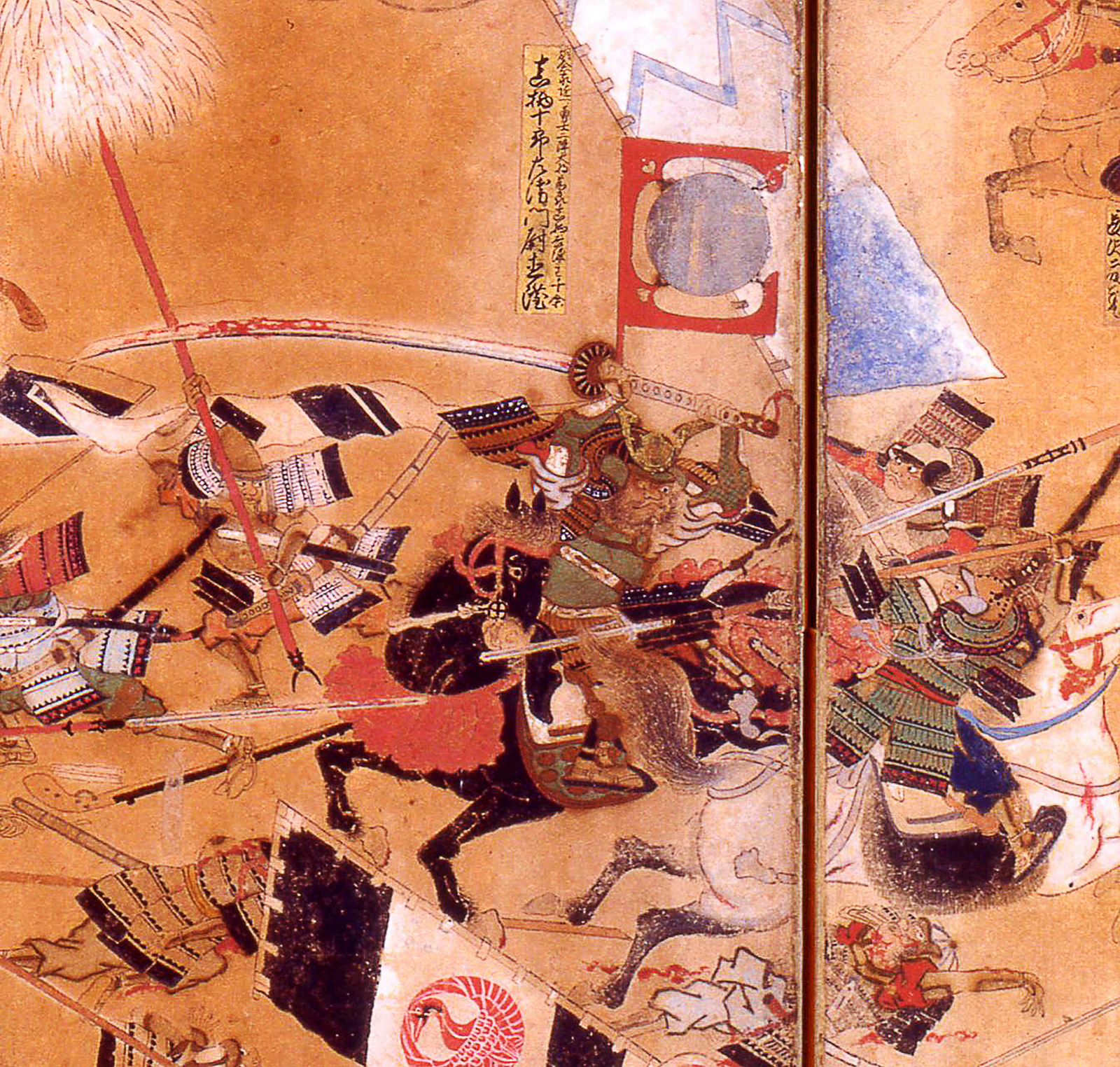
Magara Naotaka, serviteur du clan Asakura lors de la bataille d'Anegawa. Il est célèbre en tant que maître d'un ōdachi nommé Taro tachi (太郎太刀) avec une longueur de lame de 7 shaku 3 soleil (environ 221 cm) ou toute la longueur de 9 shaku 5 soleil (environ 288 cm).

Même ainsi, les sengoku-daimyo de la période Sengoku osent équiper leurs propres troupes d'ōdachi afin de montrer leur force et leur bravoure. Uesugi Kenshin a des hommes de plus de six shaku (env. 182 cm) équipé d'une garde ōdachi autour de son cheval. Le clan Asakura fait équiper une troupe appelée Rikishizei (力士勢) d'un ōdachi d'une longueur de lame de 5 shaku (environ 152 cm), et combat contre la troupe d'Oda Nobunaga lors de la bataille d'Anegawa.
L'ōdachi est utilisé comme arme, mais en raison de son apparence magnifique, il est souvent utilisé comme offrande au kami, un sanctuaire shinto. Par exemple, le sanctuaire Ōyamazumi, qui serait un trésor d'épées et d'armures japonaises, est dédié au trésor national Ōdachi, qui est dédié par l'empereur Go-Murakami, et son ōdachi, qui est dédié par Ōmori Naoharu, tue Kusunoki Masashige.
Dans la période paisible d'Edo, l'ōdachi n'est plus considéré comme une arme pratique et n'est reconnu que comme une offrande aux kami des sanctuaires shintoïstes.

## Production
Les Ōdachi sont difficiles à produire car leur longueur complique le traitement thermique traditionnel. Plus une lame est longue, plus il est difficile (et coûteux) de chauffer l'ensemble de la lame à une température homogène, tant pour le recuit que pour atteindre la température de durcissement. Le processus de trempe nécessite alors un milieu de trempe plus important car une trempe inégale peut entraîner un gauchissement de la lame.
La méthode de polissage est également différente. En raison de leur taille, les ōdachi sont généralement suspendus au plafond ou placés dans une position stationnaire pour être polis, contrairement aux épées normales qui sont déplacées sur des pierres à polir.

## Mode d'utilisation
En tant qu'armes de champ de bataille, les ōdachi sont trop longs pour que les samouraïs les portent à la taille comme des épées normales. Il y a deux méthodes principales dans lesquelles ils peuvent être transportés. L'un doit le porter sur son dos et le dégainer avant le début de la bataille. L'autre méthode consiste simplement à porter l'ōdachi gainé à la main. La tendance à l'époque de Muromachi est que le samouraï portant l'ōdachi ait un disciple pour l'aider à le dégainer. 
Une exception existe cependant. Le Kōden Enshin-ryū enseigné par Fumon Tanaka utilise une technique de dégainage spéciale pour les ōdachi "courts" permettant de le porter à la taille. La technique consiste à retirer le fourreau plutôt qu'à tirer la lame. Alors que ce mouvement est également utilisé dans d'autres écoles, par exemple, Yagyū Shinkage-ryū, Shin musō Hayashizaki-ryū et Iaidō, seul Enshin-ryū semble l'avoir utilisé pour améliorer la vitesse de dégainage d'un ōdachi, les autres écoles l'utilisent avec un katana classique. Le style Kage-ryū est également utilisé pour dégainer à partir de la ceinture, en utilisant des lames courtes.
Une utilisation possible de l'ōdachi est comme de grandes armes anti-cavalerie, pour abattre le cheval à son approche. Alternativement, il peut être utilisé comme une arme de cavalerie contre cavalerie comparable au zhanmadao chinois, avec la longue portée, le poids accru et la zone de coupe de la lame offrant certains avantages par rapport aux lances, lances et épées plus petites.

## Notable Odachi

### Odachi Norimitsu
L'un des ōdachi les plus longs est l'Odachi Norimitsu avec une longueur totale de 377 cm. Il est forgé par le maître forgeron japonais Norimitsu Osafune dans l'ancienne province de Bishū en août 1446. Il est conservé dans le Yahiko jinja dans le village de Yahiko. Un attribut spécial est que cette lame est forgée d'une seule pièce, de la même manière que le katana japonais conventionnel ; il n'est pas forgé à partir de plusieurs pièces ou sections. Cela nécessite l'habileté d'un maître forgeron. La lame, hada et hamon sont authentiques. Cet odachi a un bo-hi. Norimitsu est une célèbre lignée de forgerons qui commence à l'école Oei Bizen (1394) et s'est poursuivie jusqu'à la fin de Bizen. Vers 2000, il est poli et nommé "Kibitsu maru" par le prêtre du sanctuaire Kibitsu dans la préfecture d'Okayama.

#### Caractéristiques
Ce sont les spécifications de l'Ōdachi Norimitsu.
- Longueur totale : 377 cm
- Nagasa (tranchant) : 226 cm
- Sori (courbure) : 5 cm
- Nakago (tang): 151 cm
- Épaisseur de la lame (maximale) : 2,34 cm
- Habaki (collier pour tenir la lame dans le fourreau) : 5,85 cm
- Poids : 14,5 kg
- Mei (signature de la lame, 銘) : Bishu Osafune Norimitsu (備州)
- Lieu : Sanctuaire Kibitsu, Okayama.
- Date de production : août 1446 (période Muromachi)
- Sugata (forme de lame) : Shinogi-zukuri, maru-mune, bo-hi avec maru-dome
- Hada (motif de grain, 肌): Itame
- Hamon (modèle de tempérament) : Ko-gunome, choji avec tobiyaki et kinsuji.

### Haja-no-Ontachi
Le plus ancien ōdachi connu est le Haja-no-Ontachi. Sa longueur est de 465 cm avec un poids total de 75 kg. En 1859, cet ōdachi est donné au sanctuaire Hanaoka Hachiman à Yamaguchi lors d'une cérémonie commémorative impériale par des paroissiens qui sympathisent avec les patriotes impériaux. Il est conservé dans la Maison du Trésor qui n'est pas ouverte au public.